# Mordella mesoleuca
Mordella mesoleuca es una especie de coleóptero de la familia Mordellidae.

## Distribución geográfica
Habita en Australia.